# Tandradbaan Lausanne-Ouchy

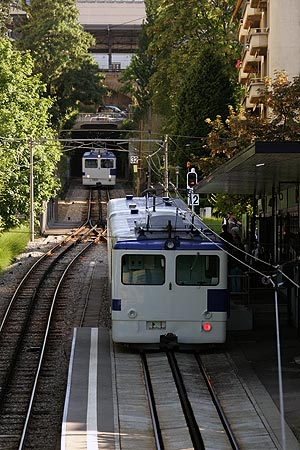
Tandradbaan Lausanne-Ouchy

De voormalige tandradbaan Lausanne – Ouchy (afgekort LO) en de Lausanne – Gare SBB (afgekort LG) waren vroeger opgericht als een kabelbaan van Lausanne naar Gare SBB en naar Ouchy. Ze bevinden zich in het centrum Zwitserse stad Lausanne in kanton Waadt.
Beide kabelbanen werden met een waterkrachtturbine aangedreven en als reserve kon gebruikgemaakt worden van een stoominstallatie. Deze werd gebruikt bij onderhoud en watergebrek.
De tandradbaan kreeg in 2000 de aanduiding M2 als teken tot meer samenwerking met de TSOL lijn naar Renens als sneltram aangelegd kreeg toen de aanduiding M1 kreeg.
Om de verbouwing tot een metro op rubberen banden mogelijk te maken werd op 22 januari 2006 het verkeer totaal stilgelegd en vervangen door een rondrijdende buslijn.
De Métro Lausanne-Ouchy SA is voor 100% in handen van de stad Lausanne, de bedrijfsvoering is daarbij in handen van de Transports publics de la région Lausannoise (TL). TL gebruikt het traject als onderdeel van de volautomatische luchtbandenmetro van Ouchy naar Les Croisettes. De opening van deze metrolijn vond plaats in september 2008.

## Tandradbaan Lausanne – Ouchy

### Geschiedenis

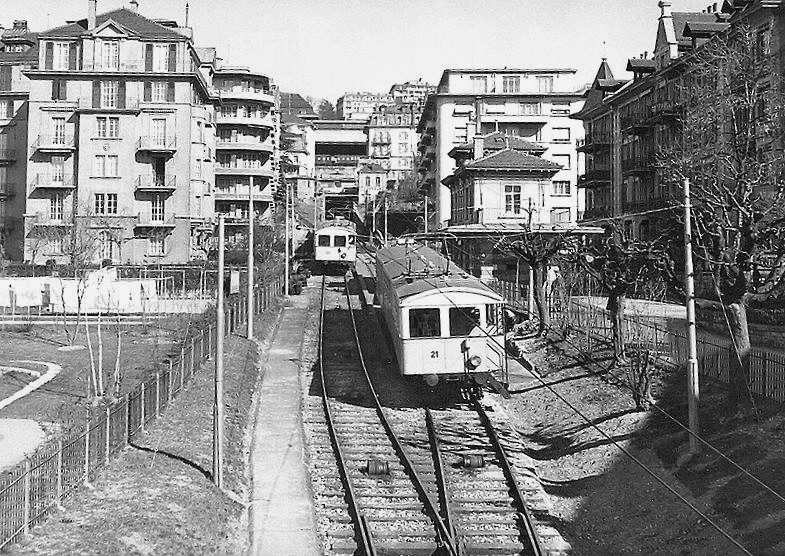
Kabelbaan Lausanne-Ouchy

In het begin van de jaren 1870 groeide de behoefte aan vervoer tussen het centraal gelegen industriegebied Flon en het station en de haven in Ouchy. Het gebruik van paard en wagen bleek niet meer toereikend. Op grond van hoogteverschillen besloot men een kabelbaan te bouwen.
Voor dit doel werd op 12 maart 1874 de Gesellschaft Chemin de fer Lausanne-Ouchy opgericht. Het traject Flon–Ouchy werd op 16 maart 1877 geopend.

## Tandradbaan Lausanne – Gare SBB

### Geschiedenis
Voor het korte traject van het station naar Flon, parallel aan de kabelbaan Ouchy−Flon, was oorspronkelijke (1873) aan luchtdruktractie gedacht. De nodige proeven leidden niet tot bevredigende resultaten zodat men besloot een tweede kabelbaan in te richten. Deze kabelbaan werd op 4 december 1879 geopend. Deze lijn had snel de bijnaam van la ficelle (Frans), het snoer.

## Geschiedenis Metro van Lausanne
Voor het traject van de M2 werd de Tandradbaan Lausanne-Ouchy afgebroken.

## Goederenvervoer
Op het traject van Flon naar Ouchy was ook goederenvervoer naar de haven bij Ouchy. Door gebruik te maken van een draaischijf in het station Flon konden de goederenwagens van het goederenstation Laysanne-Sébeillon omgezet worden op de kabelbaan.
In 1953 werd vanwege het intensievere autoverkeer en steeds langere goederenwagens die niet meer op de draaischijf van 5,50 meter pasten besloten de lijn op te heffen. Dit aansluitspoor naar het goederenstation werd in 1979 opgebroken.
Het traject van Flon naar Ouchy werd op 14 april 1958 verbouwd en op 25 februari 1959 werd de pendeldienst van Flon naar het station Gare SBB als metro begonnen.
Dit was het einde van de kabelbaan. Iets zuidelijker loopt de latere TSOL-lijn naar Renens.
Tussen 1899 en 1948 was er nog een derde kabelbaan. De Chemin de fer Lausanne-Signal liep van Place du Vallon aan de noordzijde van de Altstadt naar de 637 meter hoge bergtop van de Signal de Sauvabellin. Het traject had een lengte van 468 meter, een spoorbreedte van 1000 mm en overwon een hoogteverschil van 106 meter met een helling die ten hoogste 28 ‰ bedroeg.

## Traject
Het 1482 meter lange normaalsporige traject van de lijn Lausanne – Ouchy (LO) was van een tandstaaf van tandradsysteem Strub voorzien. Er waren vijf stations aan de enkelsporige lijn met een wisselplaats in het station Montriond. Het traject overwon een hoogteverschil van 106 meter met een helling van 11,6 ‰ bedroeg.
Het traject van de lijn Lausanne – Gare CFF (LG) liep parallel aan het traject van de lijn Lausanne – Ouchy (LO). De stations Flon en Gare CFF (hoofdstation) waren ondergronds. Het traject overwon een hoogteverschil van 37 meter met een helling van 12 ‰ bedroeg.
Op de LO-lijn reden twee voertuigen bestaande uit een locomotief en twee rijtuigen met stuurstand. Op de LG-lijn reed een motorwagen met een stuurstand. Bij het station Gare CFF was een overloopwissel voor uitwisselen van materieel naar de werkplaats in Ouchy.

## Voertuigen tandradbaan
Het gehele voertuigenpark van de LO-lijn werd na bedrijfsbeëindiging opgeslagen. Voor de bouw van een 6 kilometer lange tandradbaan in het Franse Villard-de-Lans zou later nog een aantal wagens worden gebruikt. Dit werd door de gemeenteraad van Villard-de-Lans verworpen.

## Elektrische tractie
De tandradbaan werd geëlektrificeerd met een spanning van 650 volt gelijkstroom.
Het traject tussen het goederenstation Sébeillon en de draaischijf bij Flon werd geëlektrificeerd met een spanning van 15.000 volt 16,7 Hz wisselstroom.